# End of the Century (film)
Az End of the Century egy 2003-as amerikai film a Ramones punck rock együttes pályafutásáról. A filmet Jim Fields és Michael Gramaglia rendezte. A film címe megegyezik a Ramones ötödik, 1980-ban kiadott lemezének címével. Szabad magyar fordításban: Az évszázad vége.

## Cselekmény
|  | Alább a cselekmény részletei következnek! |

A film korabeli felvételekkel és a zenészekkel, rokonokkal, pályatársakkal készült interjúkkal mutatja be a Ramones pályafutását a kezdetektől az együttes beiktatásáig a rock and roll hírességek csarnokába. A filmben megszólalnak a Ramones tagjai (Dee Dee Ramone, Johnny Ramone, Joey Ramone, Marky Ramone, C.J. Ramone, Tommy Ramone, Richie Ramone és Elvis Ramone), Joey Ramone édesanyja és testvére, gyermekkori barátok, valamint Joe Strummer, a The Clash frontembere. A nyers vágást a 2003-as Slamdance Filmfesztiválon mutatták be, míg a végső verziót először az egy évvel későbbi Berlini Nemzetközi Filmfesztiválon vetítették.
|  | Itt a vége a cselekmény részletezésének! |

## Hasonló dokumentumfilmek
- American Hardcore
- The Other F Word